# Tomasz Frankowski
Pour les articles homonymes, voir Frankowski.
Tomasz Frankowski, né le 16 août 1974 à Białystok, est un homme politique et un ancien footballeur polonais.
Il est international de 1998 à 2006. Il termine sa carrière au poste d'attaquant au Jagiellonia Białystok, son club formateur, en Ekstraklasa(D1).

## Carrière

### Carrière sportive

#### En club
Après plusieurs passages en France et au Japon, Tomasz Frankowski signe en septembre 2005 à Elche, équipe de seconde division espagnole. L'année suivante, il est transféré pour 1.4 M£ à Wolverhampton, devant l'insistance de l'entraîneur Glenn Hoddle. Sa saison en Angleterre est calamiteuse, Frankowski n'inscrivant aucun but en 16 matches. Cette baisse de forme lui coûte sa place avec le groupe polonais emmené en Allemagne par Paweł Janas, alors que le joueur avait été un homme clé de la qualification de son pays, grâce à ses 9 buts en 11 parties.
En août 2006, il est prêté à Tenerife. N'étant pas décisif avec le club espagnol, il revient finalement chez les Wolves. Placé sur la liste des transferts, Frankowski ne reçoit aucune offre. Le 31 août 2007, et après s'être blessé durant l'entraînement, son contrat n'est pas renouvelé.
Sans club en 2008, il s'engage en février avec le Chicago Fire, club américain de la MLS.
Après une saison américaine, il revient en 2009 chez son club formateur, le Jagiellonia Białystok, où il signe le 22 décembre 2008 un contrat de deux ans,.

#### En sélection
Il est international de 1998 à 2006, et a marqué 10 buts en 22 rencontres.

#### Palmarès
- Coupe Intertoto : 1995
- Supercoupe du Japon : 1996
- Champion de Pologne : 1999, 2001, 2003, 2004, 2005
- Supercoupe de Pologne : 2001, 2010
- Coupe de la Ligue : 2001
- Coupe de Pologne : 2002, 2003, 2010

### Carrière politique
Membre de la Plate-forme civique, il est député européen après avoir été élu lors des élections européennes de 2019.